# ブアレ
ブアレ（英: Buale, Bu'ale、ソマリ語: Bu’aale、アラビア語: بؤالي）はソマリア南部の都市。ソマリアの中部ジュバ州の州都。ジュバ渓谷沿いにある。

## 歴史
ブアレはソマリ語で「腹が膨らんだ」の意味であり、住民の腹が大きかったことから名付けられた。その原因はおそらくマラリア感染であった。
内戦前、ブアレは穀倉地帯であり、住民はダロッド大氏族の支族オガデンであった。
キスマユを本拠地とするダロッド大氏族の勢力、ジュバ渓谷連合 (Juba Valley Alliance) の支配下にあったが、2006年10月頃に激しい戦闘の末、イスラム法廷会議に奪われた。
2008年7月、イスラーム武装勢力のイスラム法廷軍はブアレを無戦闘で制圧し、これまで無法に行われてきた道路封鎖を解除し、中部ジュバ州の行政を回復すると宣言した。この後、中部ジュバ州はイスラム法廷軍の戦闘訓練に使われたものと見られる。
2009年、ブアレはアル・シャバブが支配しており、アル・シャバブの指揮官の一人がBBCのインタビューに対し「我々が国際社会に嫌われていることは重々承知であるが、それでも我々はイスラーム法に基づいて人々を解放し、平和をもたらしているのだ」と答えている。
国際連合世界食糧計画のソマリア南西部地域事務局がある。しかし2009年12月にアル・シャバブから撤退を求められ、2010年1月に活動の一時停止に追い込まれている。